# NGC 2309
NGC 2309 (również OCL 557) – gromada otwarta znajdująca się w gwiazdozbiorze Jednorożca. Odkrył ją William Herschel 4 marca 1785 roku. Jest położona w odległości ok. 8,2 tys. lat świetlnych od Słońca.